# Preyer Hugo
Preyer Hugo (1934 – Budapest, 1993. július 13.) Arany Meteor-díjas magyar sci-fi-író, szerkesztő, filozófus.

## Élete
Preyer Hugo régi művészetkedvelő budapesti polgári családból származott. Ősei időnként fontos szerepet játszottak a XIX. századi budapesti közéletben, a főváros civil szerveződéseiben; ügyvéd nagyapja például egyik vezető tagja volt a Magyar Iparművészeti Egyesületnek.
Korán kezdett foglalkozni az irodalommal: már 1947-ben, 13 éves korában díszoklevelet kapott az Élet és Tudomány szerkesztőségétől tudományos-fantasztikus írásaiért.
A szerzőnek a fantasztikumhoz való vonzódása gyakorlatilag végigvonult egész kalandos életpályáján. Minden lehetőt és majdnem lehetetlent megpróbált: volt kocsikísérő a Nagyvásártelepen, sztahanovista esztergályos a Rákosi Mátyás Vas- és Fémművekben, bűnügyi nyomozótiszt a Budapesti Rendőr-főkapitányságon, majd sziklamászó és barlangkutató. Tanult kriminalisztikát és buddhológiát, pszichológiát és biológiát, valamint évekig dolgozott a híres „Aranyketrec” nevű elmekórházban. Közben – szinte mellékesen – elvégezte a filozófia-etika szakot is, de valószínűleg mindez csak tanulmányi kirándulás volt számára, hogy szerteágazó tapasztalatait később az írásaiban felhasználhassa.

## Munkássága
Science fiction írásaiban a modernebb irányzatok felé vonzódott; novellái, elbeszélései és regényei inkább filozofikusak, pszichologizálók. A jövő – ma még nem létező – tudományaival birkózott, mint például az álomkutatás, sorskutatás, jövőkutatás, amely témák iránt külföldön is élénken érdeklődtek.
Megalakulása óta főtitkára volt a Vega magyar sci-fi egyesületnek, szerkesztette az egyesület kiadványait, és azon fáradozott, hogy a magyar sci-finek külföldön is méltó elismerést szerezzen. A tudományos fantasztikumon kívül gyakran írt esszéket, tanulmányokat és rendhagyó riportokat lapok és folyóiratok számára.
A Vega Egyesület titkára, Preyer Hugo több fiatal íróval levelező kapcsolatban állt, novelláik kíméletlen kritikusa és egyben támogatója volt.
San Marinóban az 1989-es Euroconon regény kategóriában megkapta a Sci-Fi Europa díjat.
Hugo, 1991-ben felkérte Bódi Ildikót, az egyesületté alakult Balassi Bálint Asztaltársaság vezetőjét, hogy  szervezze meg a HungaroCont. A rendezvényt megszervezték, még a következő évben is, ám az 1993. évi találkozót Preyer Hugo már nem érhette meg.
Halálával pótolhatatlan veszteség érte az amatőr sci-fi alkotók táborát. 
A Vega, a Szíriusz Fantasztikus Kalandregény Újság, az Orion 13, majd az Orion sci-fi lapok után megszűnt az Android Sci-Fi és Fantasy Magazin is.

## Művei
- Galaktikai játékok (1988) (regény)
- Menekülés a Naprendszerből (1988) - szerkesztő (antológia)
- Lebegés (1989) (elbeszélések, novellák)

### Novellák
- Útvesztő (Menekülés a Naprendszerből – Budapest, 1988 – 116 o .)
- Mindhalálig (Menekülés a Naprendszerből – Budapest, 1988 – 228 o.)
- A fogadás (Nemere István szerkesztésében: A rejtélyes idegen – tudományos-fantasztikus elbeszélések)
- Oratio (Avana Arcképcsarnok 2008/1. szám, 6. oldal)
- Lebegés (Avana Arcképcsarnok 2008/1. szám, 12. oldal)

### Képregények
- Emberek és robotok (rajzok: Szendrei Tibor; Vega, 1988)[1]
- Anakronisztikus bigámia (rajzok: Verebics János)[2][3]

## Preyer Hugo-pályázat
A HungaroConok 1980-tól tartó története során Preyer Hugónak köszönhetően minden évben meghirdetésre került a novella- és a képzőművészeti pályázat. E hagyományt az Asztaltársaság is továbbvitte, majd 1997-ben a sci-fi novellaíró pályázatot „Preyer Hugo emlékére” ajánlotta, így állítva emléket az amatőr alkotók támogatását szívügyeként kezelő kiváló írónak. A pályázatokat egy háromfős zsűri pontozással bírálja el. Az 1–2–3. helyezett alkotót az Avana Egyesület jutalomban részesíti, és a művek az Új Galaxis antológiában jelennek meg.